# زاود اسلانتسی
زاود اسلانتسی (روسی: ОАО «Завод Сланцы») شرکت صنایع شیمیایی روس است، که در سال ۱۹۴۵ تأسیس شد.